# Ordre de bataille dans la bataille de Smolensk en 1941
Pour un article plus général, voir Bataille de Smolensk (1941).
Ce qui suit est l'ordre de bataille des forces militaire en présence lors de la Bataille de Smolensk.

## Wehrmacht
- 4e Panzerarmee (Von Kluge)
  - Panzergruppe 3 (Hermann Hoth)
    - 57e Panzerkorps
    - 39e Panzerkorps

  - Panzergruppe 2 (Heinz Guderian)
    - 46e Panzerkorps
    - 47e Panzerkorps
    - 24e Panzerkorps
- 9e Armee
  - 5e Armeekorps
  - 6e Armeekorps
  - 8e Armeekorps
  - 20e Armeekorps
  - 23e Armeekorps
- 2e Armee (Maximilian von Weichs)
  - 7e Armeekorps
  - 9e Armeekorps
  - 12e Armeekorps
  - 13e Armeekorps
  - 35e Armeekorps
  - 53e Armeekorps

## Armée rouge
Front du nord-ouest
Front de l'Ouest (Semion Timochenko)
en premier échelon :
- 22e armée (lieutenant-général F.A. Erchakov)
  - 336e régiment d'artillerie de corps d'armée
  - 545e régiment d'artillerie de corps d'armée
  - 51e corps de fusiliers (major-général A.M. Markov)
    - 98e division de fusiliers (ru)
    - 112e division de fusiliers (ru)
    - 153e division de fusiliers

  - 62e corps de fusiliers (major-général I.P. Karmanov)
    - 170e division de fusiliers (ru)
    - 174e division de fusiliers
    - 186e division de fusiliers (ru)
- 19e armée (lieutenant-général I.S. Koniev)
  - 38e division de fusiliers
  - 442e régiment d'artillerie de corps d'armée
  - 471e régiment d'artillerie de corps d'armée
  - 25e corps de fusiliers (major-général S.M. Chestokhvalov)
    - 127e division de fusiliers
    - 134e division de fusiliers
    - 162e division de fusiliers

  - 34e corps de fusiliers (major-général R.Ya. Khmelnitskiy)
    - 129e division de fusiliers (ru)
    - 158e division de fusiliers (ru)
    - 171e division de fusiliers (ru)
- 20e armée
  - 69e corps de fusiliers
- 13e armée
  - 61e corps de fusiliers
  - 20e corps de fusiliers
  - 45e corps de fusiliers
  - 20e corps mécanisé
- 21e armée
  - 63e corps de fusiliers
  - 66e corps de fusiliers
    - 232e division de fusiliers

  - 67e corps de fusiliers

en second échelon :
- 16e armée
- 3e armée

Front de réserve
formé entre le 12 et le 16 juillet, il comprend environ 35 divisions, des :
- 24e armée
- 28e armée
- 29e armée
- 30e armée
- 31e armée

le 18 juillet, la Stavka y adjoint les divisions d'oplnétchie, formées dans la région de Moscou, des :
- 32e armée
- 33e armée
- 34e armée

Front de Briansk
formé le 14 août, commandé par A.I. Eremenko
- 13e armée, 8 divisions de fusiliers, 1 blindée, 2 de cavalerie et 2 brigades du 4e corps aéroporté.  
  - 45e corps de fusiliers
- 50e armée (ru), 8 division de fusiliers, 1 de cavalerie.

### contre-offensive du 20 juillet
Ces cinq groupes de forces, destinés à mener une contre-attaque, entre le 20 et le 25 juillet
- général Maslennikov, attaquant vers Toropets :
  - 252e division de fusiliers (en)
  - 256e division de fusiliers
  - 243e division de fusiliers
- général Homenko, attaquant vers Doukhovchtchina : 
  - 242e division de fusiliers (ru)
  - 250e division de fusiliers
  - 251e division de fusiliers
  - 50e division de cavalerie
  - 53e division de cavalerie
- général Kalinine, attaquant vers Doukhovchtchina :
  - 53e corps de fusiliers : 89e division de fusiliers (ru),  91e division de fusiliers (ru) et 166e division de fusiliers (ru)
- général Katchalov, attaquant vers Smolensk :
  - 149e division de fusiliers
  - 145e division de fusiliers
  - 104e division de chars
- général Rokossovski, attaquant vers Iartsevo, formé à partir d'unité de la 16e armée :
  - 1re division de chars[réf. nécessaire]
  - 152e division de fusiliers
  - 38e division de fusiliers

### opération contre le saillant deIelnia
- 24e armée (général Rakoutine)
  - 107e division de fusiliers (ru)
  - 100e division de fusiliers (ru)
  - 19e division de fusiliers
  - 120e division de fusiliers (ru)
  - 303e division de fusiliers (ru)
  - 105e division de chars
  - 103e division motorisée (ru)
  - 106e division motorisée (ru)